# Перовка (Шарлицький район)
Перо́вка (рос. Перовка) — селище у складі Шарлицького району Оренбурзької області, Росія.

## Населення
Населення — 137 осіб (2010; 189 у 2002).
Національний склад (станом на 2002 рік):
- татари — 51 %
- росіяни — 42 %